# Municipalité du district de Zarasai
La municipalité du district de Zarasai (en lituanien : Zarasų rajono savivaldybė) est l'une des soixante municipalités de Lituanie. Son chef-lieu est Zarasai.

## Seniūnijos de la municipalité du district de Zarasai
- Antalieptės seniūnija (Antalieptė)

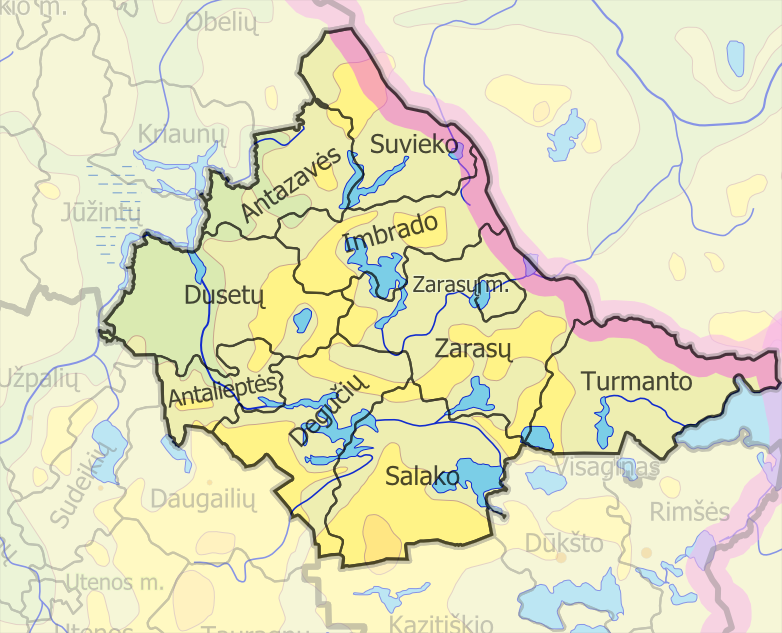
Seniūnijos de la municipalité du district de Zarasai.

- Antazavės seniūnija (Antazavė)
- Degučių seniūnija (Degučiai)
- Dusetų seniūnija (Dusetos)
- Imbrado seniūnija (Imbradas)
- Salako seniūnija (Salakas)
- Suvieko seniūnija (Suviekas)
- Turmanto seniūnija (Turmantas)
- Zarasų seniūnija (Zarasai)
- Zarasų miesto seniūnija (Zarasai)

## Transport
Le district possède une gare ferroviaire.